# Tour du Canton de l'Estuaire
Le Tour du Canton de l'Estuaire est une course cycliste française qui se déroule au printemps dans le canton de l'Estuaire, en Gironde. Créée en 1991, elle est organisée sur plusieurs étapes par le Marcillac Vélo Sport.
Cette compétition fait partie du calendrier national de la Fédération française de cyclisme.

## Histoire
D'abord disputée sur une journée, le Tour du Canton de l'Estuaire devient une course par étapes à partir de 1998. En 2020, il est annulé pour la première fois de son histoire en raison du contexte sanitaire lié à la pandémie de Covid-19. Elle est de nouveau annulée en 2021 pour la même raison.

## Palmarès
| Année                         | Vainqueur              | Deuxième              | Troisième              |
| ----------------------------- | ---------------------- | --------------------- | ---------------------- |
| Tour du Canton de Saint-Ciers |                        |                       |                        |
| 1991                          | Jean-Yves Mançais      | Thierry Avinio        | Jean-Pierre Godard     |
| 1992                          | Jean-Christophe Currit | Pierre Bonal          | Pascal Hervé           |
| 1993                          | Pascal Hervé           | Laurent Mazeaud       | Denis Leproux          |
| 1994                          | Christophe Faudot      | Laurent Huger         | Damien Nazon           |
| 1995                          | Damien Nazon           | Arnaud Auguste        | Jean-Philippe Duracka  |
| 1996                          | Jean-Philippe Duracka  | Vincent Marchais      | Gilles Zech            |
| 1997                          | Olivier Perraudeau     | Francis Bareille      | Florent Brard          |
| 1998                          | Yvonnick Bolgiani      | Pierre Elias          | Hristo Zaykov          |
| 1999                          | Raphaël Jeune          | Frédéric Mainguenaud  | David Marié            |
| 2000                          | Marek Leśniewski       | Régis Balandraud      | Franck Faugeroux       |
| 2001                          | Stéphane Foucher       | Marek Leśniewski      | Bertrand Guerry        |
| 2002                          | Gilles Zech            | Robin Sharman (en)    | Christophe Kern        |
| 2003                          | Loïc Herbreteau        | Jean-François Laroche | Mathieu Drujon         |
| 2004                          | Jean-Marc Marino       | Carl Naïbo            | Cyrille Noël           |
| 2005                          | Aivaras Baranauskas    | Julien Belgy          | Fabien Patanchon       |
| 2006                          | Sergey Kolesnikov      | Nicolas Rousseau      | Dimitri Champion       |
| 2007                          | Yury Trofimov          | David Tanner          | Médéric Clain          |
| 2008                          | Gatis Smukulis         | Evaldas Šiškevičius   | Grzegorz Kwiatkowski   |
| 2009                          | Evaldas Šiškevičius    | Thomas Rostollan      | Médéric Clain          |
| 2010                          | François Lamiraud      | Médéric Clain         | Thomas Ongena          |
| 2011                          | Steven Tronet          | Damien Branaa         | Yannick Marié          |
| 2012                          | Maxime Daniel          | Romain Fondard        | Sylvain Blanquefort    |
| 2013                          | Christophe Laporte     | Melvin Rullière       | Alexis Villain         |
| 2014                          | Marc Sarreau           | Yann Guyot            | Jérémy Lecroq          |
| 2015                          | Luc Tellier            | Romain Barroso        | Erwann Corbel          |
| Tour du Canton de l'Estuaire  |                        |                       |                        |
| 2016                          | Ronan Racault          | Yoann Paillot         | Gwenaël Tallonneau     |
| 2017,                         | Grégoire Tarride       | Willy Artus           | Aurélien Paret-Peintre |
| 2018,                         | Julien Van den Brande  | Mickaël Guichard      | Baptiste Bleier        |
| 2019                          | Mickaël Guichard       | Baptiste Bleier       | Jérôme Mainard         |
| 2020-2021                     | annulé                 |                       |                        |
| 2022                          | Corentin Ermenault     | Damian Wild           | Théo Sagnier           |